# Морилка (ентомологія)

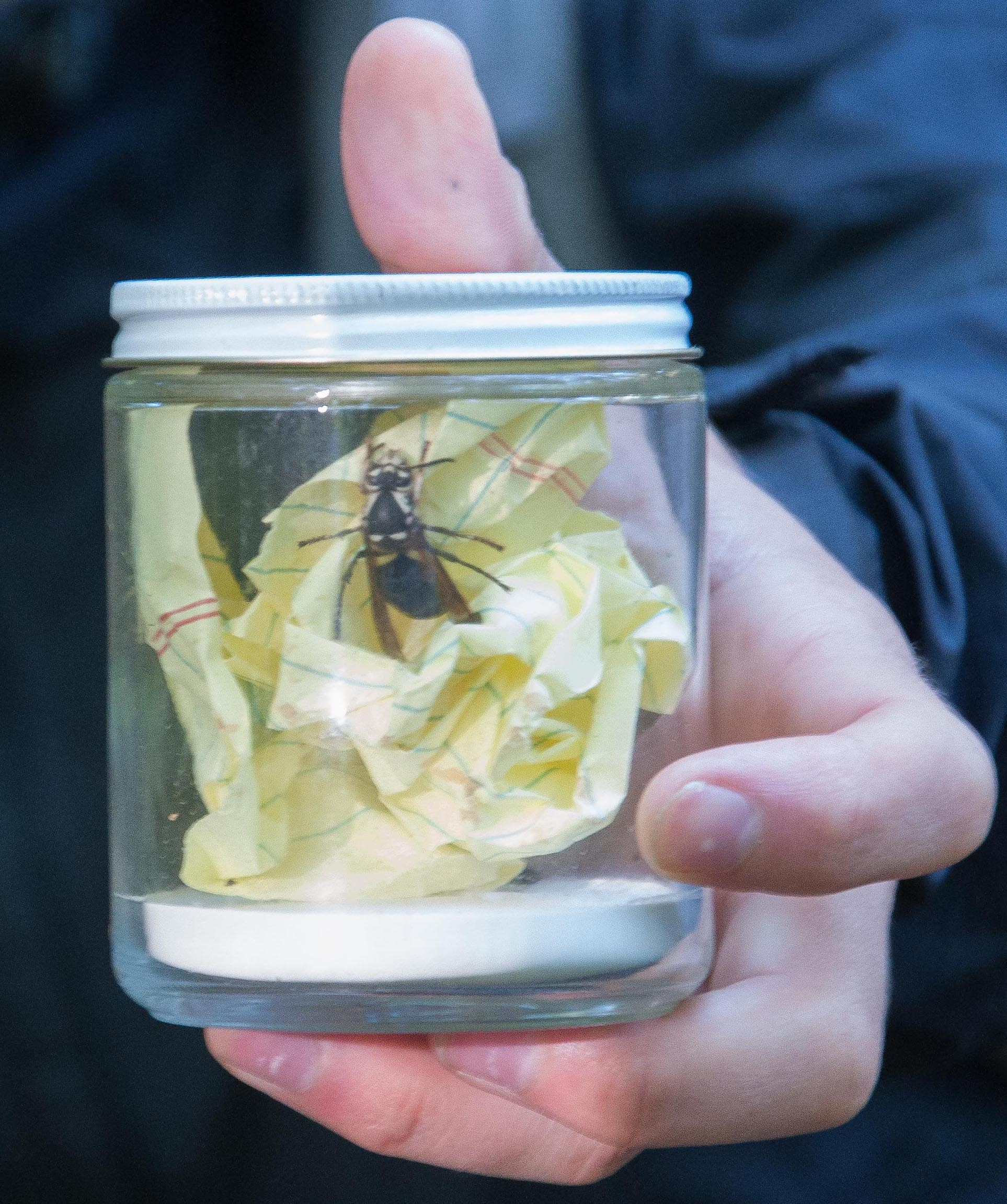

Морилка — спеціальний пристрій для умертлювання комах, що застосовується під час збирання ентомологічних колекцій.
Сучасні морилки — це скляні, або пластикові широкогорлі банки зі щільною кришкою. Об'єм морилки перш за все залежить від розміру і кількості розміщуваних у ній комах.
На дні морилки розміщується гігроскопічний матеріал, просочений отрутою: ватяний тампон, шматок поролону чи лляної тканини, смужки фільтрувального паперу тощо. Раніше широко застосовувався ціанистий калій, який заливали на дні морилки шаром гіпсу. З минулого століття широкого використання для цих цілей набули діетиловий етер (медичний ефір) або хлороформ. Проте, пізніше, від них також відмовилися через їх негативний вплив на якісні характеристики комах — вони виходили жорсткими і майже не піддавалися розправлянню і монтуванню для колекції. Нині найширше застосовуються естери оцтової кислоти — етилацетат, амілацетат, бутилацетат.
У кришці морилки іноді є отвір, через який всередину поміщають комах.